# Liste des pays ayant l'allemand pour langue officielle
 (juillet 2022).
Si vous disposez d'ouvrages ou d'articles de référence ou si vous connaissez des sites web de qualité traitant du thème abordé ici, merci de compléter l'article en donnant les références utiles à sa vérifiabilité et en les liant à la section « Notes et références ».
- L'allemand est la langue (co-)officielle (de jure ou de facto) et la langue maternelle de la majorité de la population.
- L'allemand est une langue co-officielle, mais n'est pas la langue maternelle de la majorité de la population.
- Carrés : l'allemand standard (ou une variété d'allemand) est reconnu légalement comme minorité linguistique ; aplats : langue nationale ou culturelle par la loi.
- Allemand standard (ou dialecte allemand) parlé par une minorité appréciable (>50 000), mais sans statut officiel.

Cartes du statut juridique de la langue allemande en Europe.
L'allemand est la langue (co-)officielle (de jure ou de facto) et la langue maternelle de la majorité de la population.
L'allemand est une langue co-officielle, mais n'est pas la langue maternelle de la majorité de la population.
Carrés : l'allemand standard (ou une variété d'allemand) est reconnu légalement comme minorité linguistique ; aplats : langue nationale ou culturelle par la loi.
Allemand standard (ou dialecte allemand) parlé par une minorité appréciable (>50000), mais sans statut officiel.

L’allemand est la langue officielle de plusieurs pays et territoires, ainsi que de diverses institutions. En plus de l'Allemagne et de ses régions limitrophes (la Belgique, le Luxembourg, le Danemark, la Suisse et les Pays-Bas), l'allemand compte des locuteurs dans d'anciennes colonies ou territoires ayant vécu une immigration germanique.

## Statut de l’allemand par territoire

### États où l’allemand est la langue officielle unique
- Allemagne : 82 000 000 habitants
- Autriche : 8 000 000 habitants
- Liechtenstein : 35 000 habitants

### États où l’allemand est l’une des langues officielles
- Belgique : 75 000 locuteurs
- Luxembourg : 30 000 locuteurs
- Suisse : 5 000 000 locuteurs
- Vatican : langue de la Garde suisse, 135 locuteurs

### États où l’allemand est une langue régionale officielle
- Italie : Province autonome de Bolzano
- Pologne : Opole (28 communes) et Silésie (3 communes) (50 000 locuteurs)[1]
- Slovaquie : 2 communes - Krahule et Kunešov (100 locuteurs)

### États où l’allemand est l'une des langues nationales
- Namibie : 45 000 locuteurs